# Raquel Rodríguez
Raquel « Rocky » Rodríguez, née le 28 octobre 1993 à San José au Costa Rica, est une footballeuse internationale costaricienne. Elle en tant qu'attaquante pour Current de Kansas City dans le championnat des États-Unis féminin de soccer.

## Biographie
Avec l'équipe du Costa Rica, elle participe à la Coupe du monde féminine 2015 organisée au Canada,. Lors de cette compétition, elle inscrit un but lors du match d'ouverture face à l'Espagne.
En juin 2017, avec le Sky Blue FC, elle ouvre le score après seulement 24 secondes de jeu, lors d'un match de National Women’s Soccer League face au Portland Thorns FC. Il s'agit du but le plus rapide de l'histoire de la NWSL,.
En juin 2020, lors des JO 2020, elle fait partie des meilleures joueuse du tournoi avec notamment ces deux buts contre Haïti.